# Station Bovernier
Station Bovernier is een spoorwegstation in de Zwitserse gemeente Bovernier. Het station ligt aan de Spoorlijn Martigny - Orsières.